# وادي هور
وادي هور من أكبر الوديان الواقعة في الصحراء الكبرى حيث ينحدر من مرتفعات انيدي التشادية وتغذيه عدد من الاودية الواسعة مثل وادي الطينة و وادي كرنوي بالقرب من الحدود التشادية « بمنطقة دار الزغاوة» و وادي مجرور ويستمر في شق الصحراء التي تفصل بين ليبيا والسودان وعلى مسافة 1200 كلم ليصب في النيل في منطقة دنقلا القديمة في الولاية الشمالية حيث يطلق عليه سكان تلك المناطق بوادي الملك.

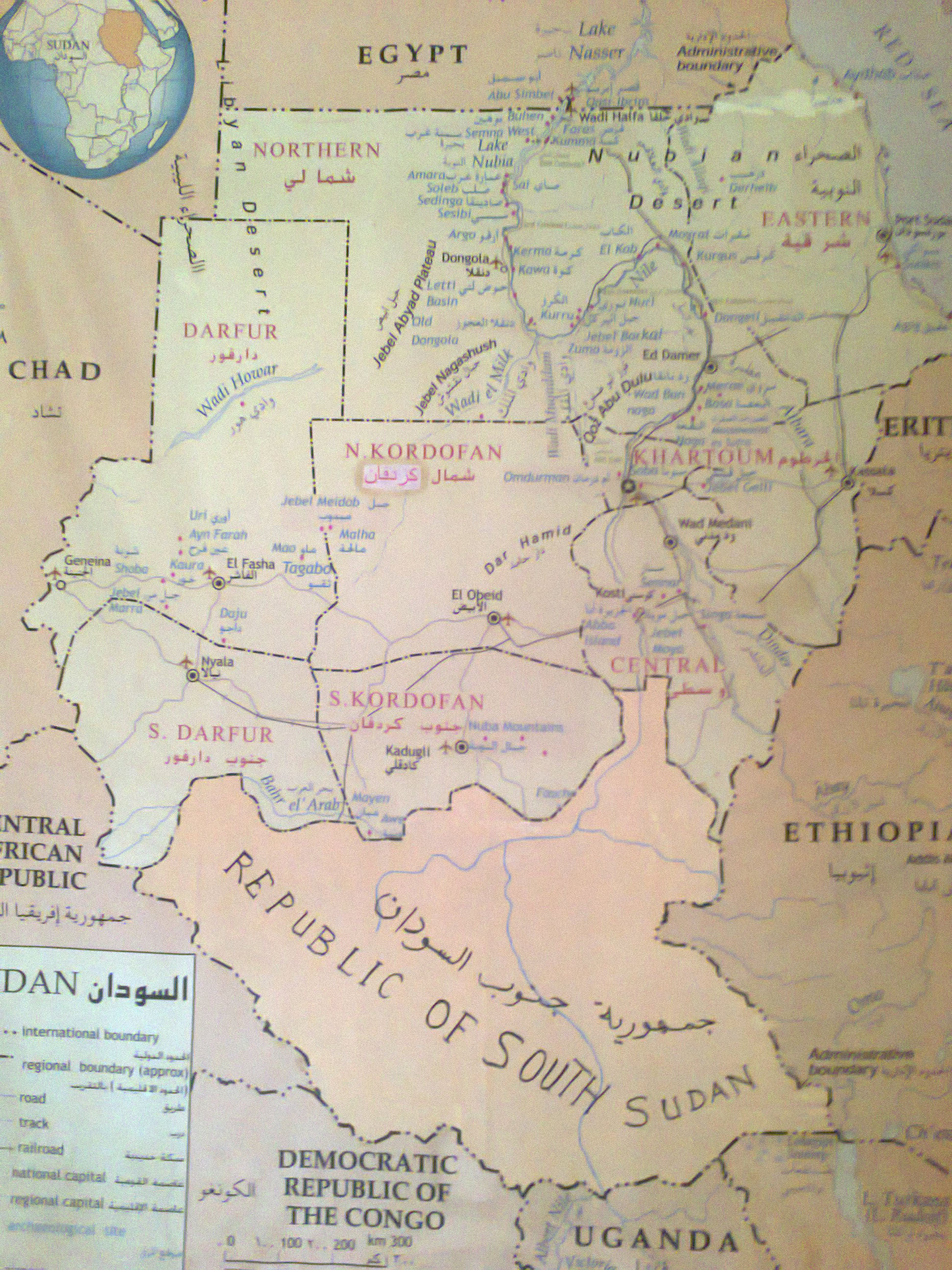

قبل عدة سنوات أعاد مهتمون بأمر البيئة من السودانيين فكرة «عزل وادي هوّر» ليكون محمية طبيعية بهدف إعادة الحياة إليه، وتلقفت الفكرة المنظمة السودانية للتربية والثقافة والعلوم «اليونسكو الوطنية» وتبنتها وزارة البيئة، وبالفعل بدأت في تجميع الدراسات السابقة واللاحقة فاستعانت في هذا الأمر بجامعة كولونيا الألمانية وقد قبلت الجامعة المعنية لجهة خبرتها السابقة ولان المشروع يدخل ضمن اهتماماتها في مجال مكافحة التصحر، وبالفعل أوفدت الجامعة علماءها للمساعدة في إجراء مسح ميداني استغرق حوالى ستة أشهر وشمل محيط الوادي من منحدراته في الحدود التشادية والأودية التي تغذيه من دار الزغاوة والبيئة السكانية والثقافية والحياتية والتاريخية حتى مصبه عند الضفة الغربية للنيل.